# ثغر (نبات)

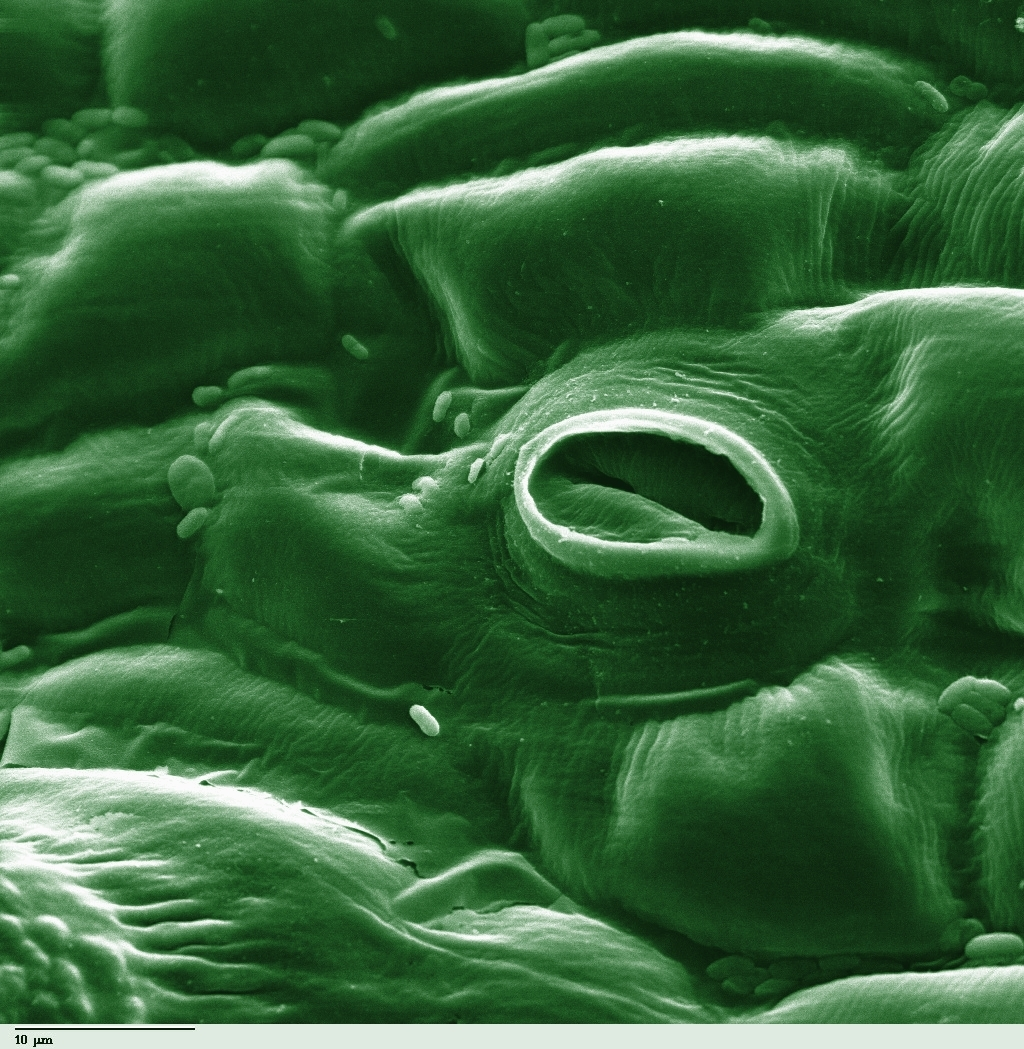
ثغر في أوراق الطماطم مبينة من خلال تلوين مسح صور المجهر الإلكتروني.

الثغر أو المسام أو تُغَيرات (باللاتينية: Stoma) وجمعها ثغور (باللاتينية: Stomata) هي فتحة دقيقة جداً على السطح الخارجي لورقة النبات تسمح بتبادل الغازات (ثاني أكسيد الكربون وبخار الماء) بين النبات والجو. توجد معظم الثغور على الجهة السفلية للأوراق لتجنب أشعة الشمس المباشرة وبذلك يتم تقليل التبخر من الأوراق.
تفتح الثغور بشكل عام خلال النهار (باستثناء حالة النباتات التي تركب الكربون بطريقة أيض الحمض العصاري (بالإنجليزية: CAM)‏ وتفتح ثغورها خلال الليل) لتسمح بدخول ثاني أكسيد الكربون وهو المادة الضرورية لعملية التمثيل الضوئي وتفقد الماء خلال تلك العملية التي تسمى بالنتح. تحدد الناقلية المسامية مقدار النتح والغازات التي يتم تبادلها.

## بنية الثغر
يتألف الثغر من خليتين كلويتي الشكل (الخلايا الثغرية) تتقابلان من الناحية المقعرة وتحصران فيما بينهما فتحة هي الفتحة الثغرية. تحتوي الخلايا الثغرية على صانعات خضراء وعلى جدران سليلوزية سميكة ومرنة من جهة الفتحة الثغرية.
تحت كل ثغر يتواجد فراغ يدعى الفتحة تحت الثغرية.